# Soloconcerto
Een soloconcerto of soloconcert is een concerto waarbij een solist een muzikale dialoog aangaat met de begeleidende groep, in dit geval meestal een orkest, bestaande uit strijkers of een meer uitgebreide symfonische bezetting. De solist kan theoretisch een instrumentist of een zanger zijn, maar er bestaan praktisch gezien geen concerti voor zang en orkest (enige uitzondering misschien: het Opus 82 van Reinhold Glière).
Het soloconcerto ontwikkelde zich in de barokperiode vanuit het concerto grosso, waarbij een solistengroep t.o.v. het orkest concerteert, tot een centrale en vaak breed uitgewerkte vorm uit de klassieke en romantische periode. Vooral in de 19e eeuw etaleerden vele virtuozen hun muzikale en technische mogelijkheden via het soloconcerto. Bach, Mozart, Beethoven, Mendelssohn, Schumann, Liszt, enz. zijn maar enkele voorbeelden van bekende historische klaviervirtuozen die uitmuntten via eigen geschreven soloconcerti voor hun instrument.
Daarnaast spreken we ook van een dubbelconcerto (twee solisten) of een tripelconcerto (drie solisten). Antonio Vivaldi schreef concerti "Con Molti Stromenti", dus voor meerdere instrumenten. O.a. Bach, Graupner en Telemann volgden zijn voorbeeld.